# Хунцель
Хунцель (нем. Hunzel) — община в Германии, в земле Рейнланд-Пфальц.
Входит в состав района Рейн-Лан. Подчиняется управлению Настеттен. Население составляет 258 человек (на 31 декабря 2010 года). Занимает площадь 4,02 км².